# Pępawa błotna
Pępawa błotna (Crepis paludosa L.) – gatunek rośliny należący do rodziny astrowatych. Pochodzi z Europy, Turcji i Syberii Zachodniej. W Polsce gatunek dość pospolity. 

## Morfologia

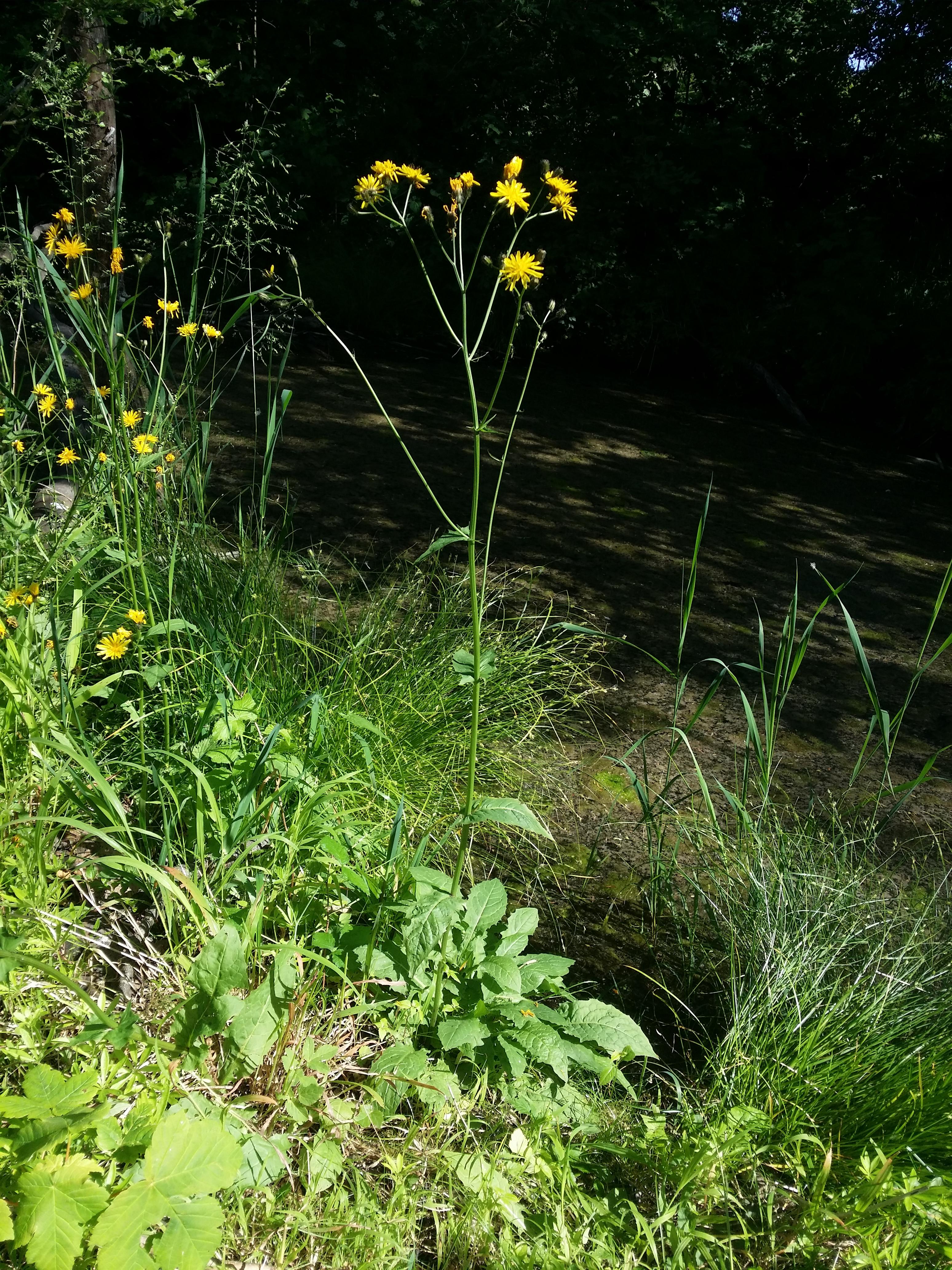
Pokrój

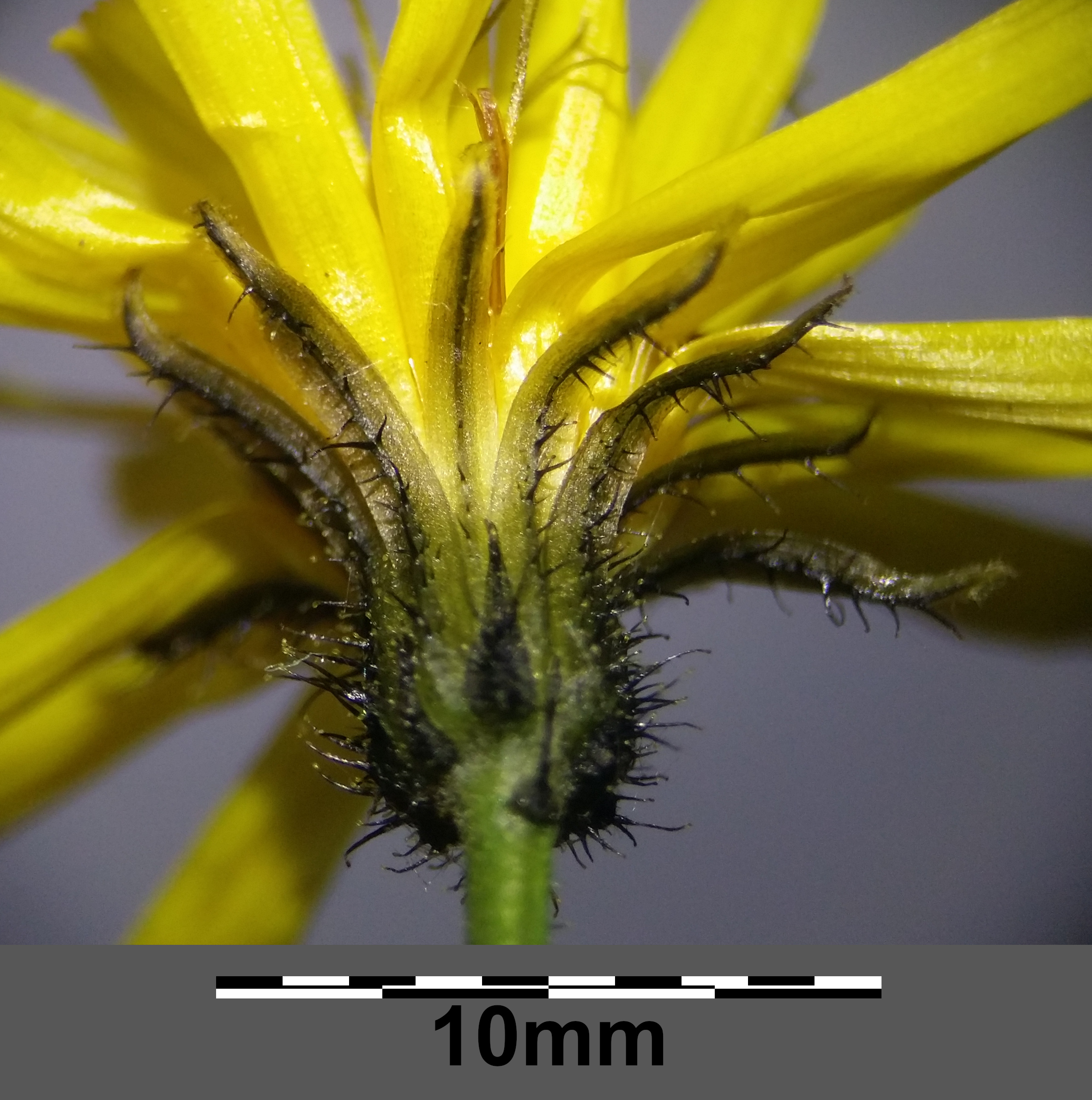
Koszyczek

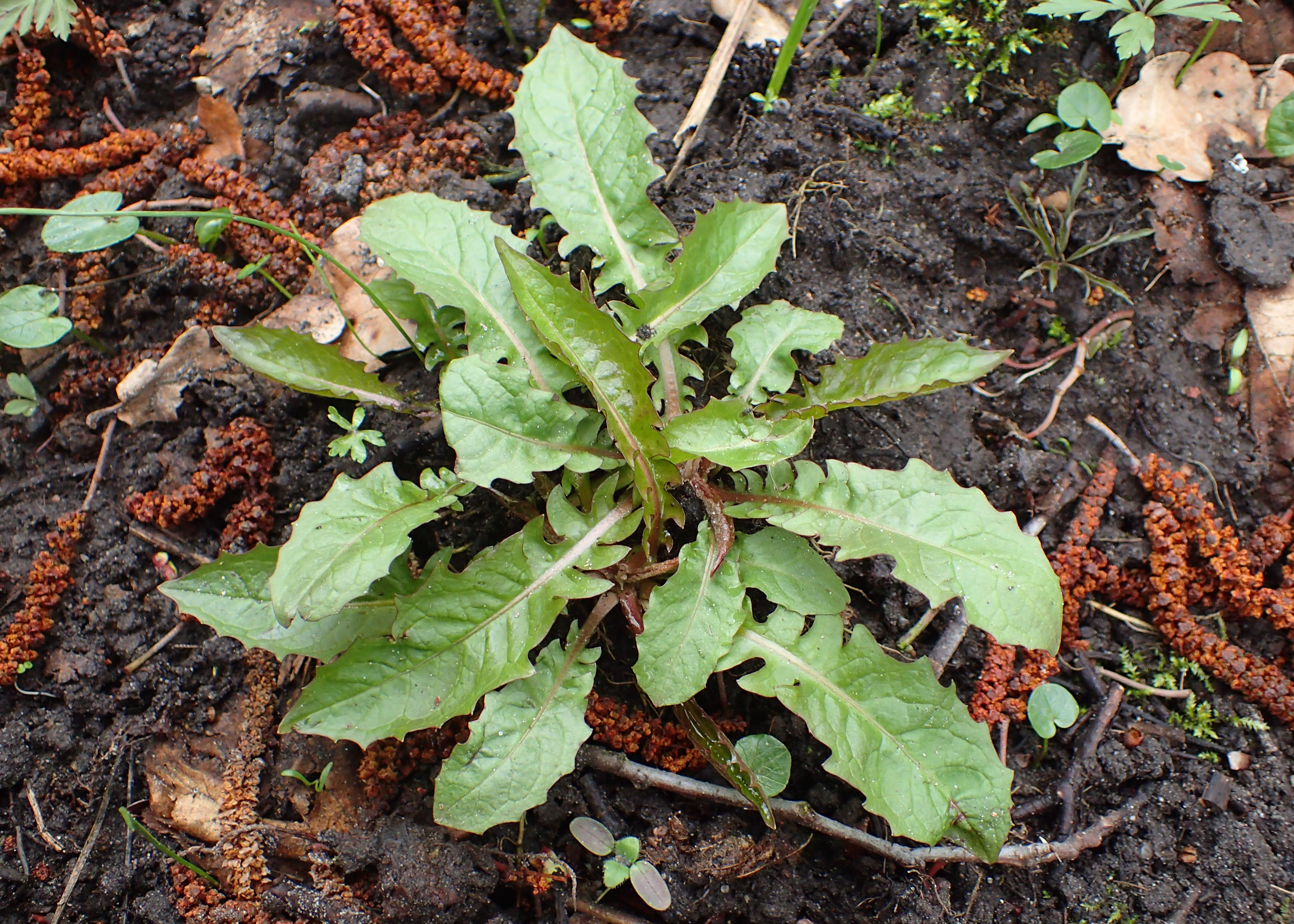
Rozeta liściowa

ŁodygaWzniesiona, pusta, słabo ulistniona, często czerwonawa. Wysokość 30-120 cm.
LiścieUlistnienie skrętoległe. Liście dolne odwrotnie jajowate i ząbkowane. Liście górne o kształcie lancetowatym, nasadowe, obejmujące łodygę. Często występują brunatne plamy
KwiatyWszystkie, języczkowate, zebrane w koszyczki o długości ponad 15 mm, tworzące baldachokształtne wiechy.

## Biologia i ekologia
Bylina, hemikryptofit. Kwitnie od czerwca do sierpnia, jest owadopylna. Nasiona rozsiewane są przez wiatr. Siedlisko: Miejsca wilgotne, moczary, bagna, nad brzegami wód.